# Dia Internacional de les Vídues
El Dia Internacional de les Vídues és un Dia Internacional que té com a objectiu donar veu a les experiències de les vidues i activar el suport que necessiten. Aquesta commemoració se celebra el 23 de juny de cada any. Aquesta data es va fixar el 2011 per la Assemblea General de les Nacions Unides fent així possible la creació d’un dia dedicat a aquestes dones.
La resolució va ser aprovada per la Assemblea General de les Nacions Unides el 21 de desembre del 2010 a la 71a sessió plenària. En aquesta sessió es va potenciar la erradicació de la pobresa en relació amb les dones i la seva protecció. Dins dels Objectius de Desenvolupament del Mil·lenni es recalca la necessitat d’una emancipació econòmica que, en alguns casos, està subjecta a la viudetat. Un altre tema que es tracta en aquesta resolució és la importància de la integració de les dones i els seus fills o filles dins de la societat. La marginalització econòmica es trasllada d’una forma més pejorativa en aquests casos fent així idoni salvaguardar la seva economia en aquest sentit.
Les vídues han de fer front a molts problemes, i depèn de quin país pot haver una major desigualtat per temes de religió o cultura. La pobresa extrema és un dels eixos principals que pateixen la majoria de dones que s'han quedat vídues, tot i això en alguns països es veu com les vídues són sotmeses a rituals de dol vexatoris així com de violència física i psicològica. Algunes vegades, aquesta violència, és impartida per la mateixa família o la vídua és obligada a casar-se amb algun altre membre de la família.
Segons estadístiques del 2020 al món hi havia, aleshores, més de 285 milions de vídues de les quals més de 115 milions vivien en la pobresa extrema. Aquest fet no sols es queda amb les vídues, sinó que també es suma a tots els nens i nenes que queden orfes. Un altre fet rellevant és la repercussió que té aquesta viduatat amb els fills i filles. Aquests són els que poden patir totes les conseqüències en temes d’educació, de recursos o simplement d’estigmatització pel que representa en molts de països la viduïtat.